# Islam we Francji

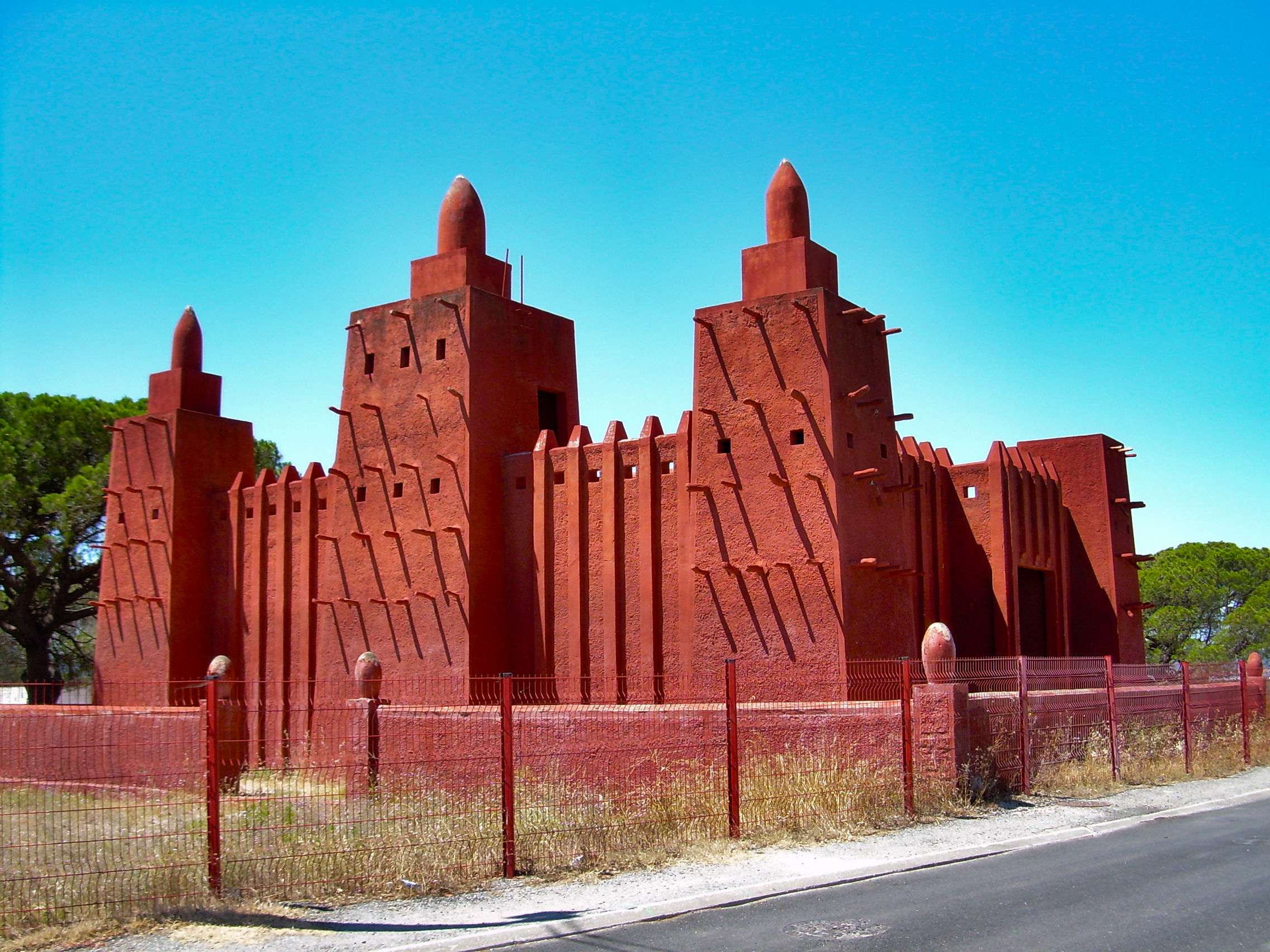
Meczet w Fréjus z zachodnioafrykańską architekturą

Islam we Francji – drugie pod względem liczebnym wyznanie we Francji po chrześcijaństwie.
We Francji podczas spisów ludności nie odnotowuje się przynależności religijnej, dlatego dane odnośnie do liczby muzułmanów we Francji są rozbieżne. Badania przeprowadzone przez Pew Research Center w 2010 roku oszacowały liczbę muzułmanów na 4,7 miliona (7,5%). Według badań INED oraz INSEE w październiku 2010 roku we Francji 2,1 miliona osób deklarowało przynależność do islamu. Według innych danych we Francji w 2010 roku było od 5 do 6 milionów wyznawców islamu.
82% muzułmanów pochodzi z krajów Maghrebu (43,2% z Algierii, 27,5% z Maroka, 11,4% z Tunezji). 9,3% pochodzi z innych krajów afrykańskich, 8,6% z Turcji.